# Ряд Фур'є

У перших кадрах анімації, функція f розкладена у ряд Фур'є: лінійну комбінацію синусів і косинусів (синім). Частотні компоненти цих синусів і косинусів розподілені у частотному спектрі представлені як вертикальні піки у частотній області (фактично це Дельта-функції Дірака, що показані в останніх кадрах анімації). Представлення функції у частотній області f̂ є множиною цих піків із частотами, що показані в розмірності функції.

Ряд Фур'є — спосіб представлення довільної складної функції сумою простіших. В загальному випадку кількість таких функцій може бути нескінченною, при цьому чим більше таких функцій враховується при розрахунку, тим вищою стає кінцева точність представлення даної функції. Здебільшого як найпростіші використовуються тригонометричні функції синуса і косинуса. В цьому випадку ряд Фур'є називається тригонометричним, а обчислення такого ряду часто називають розкладом на гармоніки. 
Ряди названі на честь французького математика Жана Батиста Жозефа Фур'є.

## Визначення

### Класичне визначення
Тригонометричним рядом Фур'є називають функціональний ряд виду
{\displaystyle {\frac {a_{0}}{2}}+\sum _{n=1}^{\infty }{\big [}a_{n}\cos(nx)+b_{n}\sin(nx){\big ]}}
Якщо ряд збігається, то його сума дорівнює періодичній функції {\displaystyle \ f(x)} з періодом {\displaystyle \ 2\pi }, оскільки {\displaystyle \ \sin nx} та {\displaystyle \ \cos nx} є періодичними з періодом {\displaystyle \ 2\pi }.
Сталі числа {\displaystyle \ a_{0},a_{n},b_{n}\;\;(n\in \mathbb {N} )} називаються коефіцієнтами тригонометричного ряду:
{\displaystyle a_{n}={\frac {1}{\pi }}\int \limits _{-\pi }^{\pi }f(x)\cos(nx)dx,\qquad b_{n}={\frac {1}{\pi }}\int \limits _{-\pi }^{\pi }f(x)\sin(nx)dx.}

### Загальне визначення
Нехай дано ортонормований базис {\displaystyle \{\varphi _{1},\varphi _{2},...,\varphi _{n},...\}} у Гільбертовому просторі {\displaystyle R}
та {\displaystyle \ f} — довільний елемент з {\displaystyle R}. Послідовність чисел
{\displaystyle c_{k}={\frac {\langle f,\varphi _{k}\rangle }{||\varphi _{k}||^{2}}}}
називається координатами, або коефіцієнтами Фур'є елемента {\displaystyle f} по системі {\displaystyle \{\varphi _{k}\}}, а ряд
{\displaystyle \sum _{k}c_{k}\varphi _{k}}
називається рядом Фур'є елемента {\displaystyle \ f} по ортогональній системі {\displaystyle \{\varphi _{k}\}}.
Справедлива так звана нерівність Бесселя:
{\displaystyle \sum _{k=1}^{\infty }c_{k}^{2}\leq ||f||^{2}.}
Якщо виконується рівність Парсеваля
{\displaystyle \sum _{k=1}^{\infty }c_{k}^{2}=||f||^{2}},
то нормована система {\displaystyle \{\varphi _{k}\}} називається замкненою.
Справедливе твердження: в сепарабельному евклідовому просторі {\displaystyle R} будь-яка повна ортогональна нормована система є замкненою і навпаки.

## Збіжність ряду Фур'є

Збіжність ряду Фур'є

Теорема:

Якщо періодична функція {\displaystyle f(x)\!} з періодом {\displaystyle 2\pi \!} — кусково-монотонна і обмежена на відрізку {\displaystyle [-\pi ,\pi ]\!}, то тригонометричний ряд Фур'є, побудований для цієї функції, збігається у всіх точках. Сума одержаного ряду {\displaystyle s(x)\!} дорівнює значенню функції {\displaystyle f(x)\!} в точках її неперервності. В точках розриву {\displaystyle f(x)\!} сума ряду дорівнює середньому арифметичному границь функції {\displaystyle f(x)\!} справа і зліва.

З цієї теореми випливає, що тригонометричні ряди Фур'є застосовні до достатньо широкого класу функцій.

## Достатні ознаки розкладу функції в ряд Фур'є
Теорема Діріхле. Якщо {\displaystyle f(x)\!} періодична з періодом {\displaystyle 2\pi \!}, функція неперервна або має скінченну кількість точок розриву першого роду на відрізку {\displaystyle [-\pi ,\pi ]\!} і цей відрізок можна розбити на скінченну кількість частин, в кожній з яких {\displaystyle f(x)\!} монотонна, то ряд Фур'є відносно функції збігається до {\displaystyle f(x)\!} в точках неперервності і до середнього арифметичного односторонніх границь в точках розриву першого роду.

## Ряди Фур'є для парних і непарних функцій
Нехай f(x) - парна функція з періодом 2L , що задовольняє умові f(-x) = f(x) .
Тоді для коефіцієнтів її ряду Фур'є знаходимо формули:
{\displaystyle a_{0}={\frac {1}{l}}\int \limits _{-l}^{l}f(x)dx={\frac {2}{l}}\int \limits _{0}^{l}f(x)dx}
{\displaystyle a_{n}={\frac {1}{l}}\int \limits _{-l}^{l}f(x)\cos {\frac {\pi nx}{l}}dx={\frac {2}{l}}\int \limits _{0}^{l}f(x)\cos {\frac {\pi nx}{l}}dx}
{\displaystyle b_{n}={\frac {1}{l}}\int \limits _{-l}^{l}f(x)\sin {\frac {\pi nx}{l}}dx=0}, де {\displaystyle n=1,2,...}
Таким чином, в ряді Фур'є для парної функції відсутні члени з синусами, і ряд Фур'є для парної функції з періодом {\displaystyle 2L} виглядає так:
{\displaystyle f(x)={\frac {a_{0}}{2}}+\sum _{n=1}^{\infty }a_{n}\cos {\frac {\pi nx}{l}}}
Нехай тепер {\displaystyle f(x)} — непарна функція з періодом {\displaystyle 2L}, що задовольняє умові {\displaystyle f(-x)=-f(x)}.
Тоді для коефіцієнтів її ряду Фур'є знаходимо формули:
{\displaystyle b_{n}={\frac {2}{l}}\int \limits _{0}^{l}f(x)\sin {\frac {\pi nx}{l}}dx}, де {\displaystyle n=1,2,...}
Таким чином, в ряді Фур'є для непарної функції відсутній вільний член і члени з косинусами, і ряд Фур'є для непарної функції з періодом {\displaystyle 2L} виглядає так:
{\displaystyle f(x)=\sum _{n=1}^{\infty }b_{n}\sin {\frac {\pi nx}{l}}}
Якщо функція {\displaystyle f(x)} розкладається в тригонометричний ряд Фур'є на проміжку {\displaystyle [-\pi ,\pi ]\!} то 
{\displaystyle f(x)={\frac {a_{0}}{2}}+\sum _{n=1}^{\infty }(a_{n}\cos nx+b_{n}\sin nx)}, 
де {\displaystyle a_{0}={\frac {1}{\pi }}\int \limits _{-\pi }^{\pi }f(x)dx}
{\displaystyle a_{n}={\frac {1}{\pi }}\int \limits _{-\pi }^{\pi }f(x)\cos nxdx}
{\displaystyle b_{n}={\frac {1}{\pi }}\int \limits _{-\pi }^{\pi }f(x)\sin nxdx}
Якщо {\displaystyle f(x)} розкладається в тригонометричний ряд Фур'є на {\displaystyle [0,L]}, то довизначивши задану функцію {\displaystyle f(x)} відповідним чином на {\displaystyle [-L,0]}; після чого періодично продовживши на {\displaystyle (T=2L)}, отримаємо нову функцію, яку розкладаємо в новий ряд Фур'є.
Для розкладу в ряд Фур'є неперіодичної функції, заданої на кінцевому довільному проміжку {\displaystyle [a,b]}, треба: довизначити {\displaystyle [b,a+2L]} і періодично продовжити, або довизначити на {\displaystyle [b-2L,a]} і періодично продовжити.

## Комплексна форма ряду Фур'є
Вираз {\displaystyle \sum _{-\infty }^{\infty }c_{n}e^{\frac {i\pi nx}{l}}} називається комплексною формою ряду Фур'є функції {\displaystyle f(x)}, якщо визначається рівністю
{\displaystyle c_{n}={\frac {1}{2l}}\int \limits _{-l}^{l}f(x)e^{-{\frac {i\pi nx}{l}}}dx}, де {\displaystyle n=0,\pm 1,\pm 2,...}
Перехід від ряду Фур'є в комплексній формі до ряду в дійсній формі і навпаки виконується за допомогою формул:
{\displaystyle c_{n}={\frac {a_{n}-ib_{n}}{2}}}
{\displaystyle c_{0}={\frac {a_{0}}{2}}}
{\displaystyle \omega ={\frac {1}{2l}}\int \limits _{-l}^{l}f(x)dx}
{\displaystyle a_{n}=2Rec_{n}}
{\displaystyle b_{n}=-2Imc_{n}}
{\displaystyle a_{0}=2c_{0}}
{\displaystyle (n=1,2,...)}

## Формули дискретного перетворення Фур'є
Зворотне перетворення Фур'є 
{\displaystyle f(t_{k})={\frac {1}{N}}\sum _{k=0}^{N-1}C_{k}^{\blacklozenge }e^{i{\frac {2\pi k}{T}}t_{n}}}
{\displaystyle C_{n}^{\blacklozenge }=\sum _{n=0}^{\infty }f(x)e^{-in{\frac {2\pi }{T}}t_{n}}},
де {\displaystyle n=1,2,...,k=1,2,...}
Дискретним перетворенням Фур'є називається N- вимірний вектор {\displaystyle (C_{0}^{\blacklozenge },...,C_{N-1}^{\blacklozenge })}
{\displaystyle C_{n}^{\blacklozenge }=\sum _{n=0}^{N-1}f(t_{n})e^{{\frac {-i2\pi n}{T}}t_{n}}}
при цьому, {\displaystyle C_{n}={\frac {C_{n}}{N}}}